# بخش نیوآرک (شهرستان لیکینگ، اوهایو)
بخش نیوآرک (به انگلیسی: Newark Township) یک منطقهٔ مسکونی در ایالات متحده آمریکا است که در شهرستان لیکینگ، اوهایو واقع شده‌است.
 بخش نیوآرک ۱۷٫۰۰ کیلومتر مربع مساحت و ۱٬۹۶۷ نفر جمعیت دارد و ۲۶۵ متر بالاتر از سطح دریا واقع شده‌است.